# 蕭象烈
蕭象烈（16世紀—17世紀），字無競，江西吉安府廬陵縣城西甘泉門人，明朝政治人物。

## 生平
蕭象烈是萬曆二十八年（1600年）江西鄉試舉人，三十二年（1604年）成進士，獲授六合知縣，在當地潔己愛民、通緝罪犯、清理刑獄。改任杭州教授，到貴州主持鄉試，陞為南京國子監博士，轉南京刑部主事。
之後蕭象烈外任永州知府，處理案件平恕，不取贖罪銀錢，當地是銀錫鑛地，僚人每年都會聚眾搶掠，他單騎諭示令僚人順服；府內監獄火災，囚犯感恩他的教化，只是躲藏而不逃獄。很快他升任蒼梧兵備道，經過永州時受士民歡迎，轉為四川督餉，改官辰沅兵備道，補任參議。崇禎元年（1628年）他擔任貴州按察使，以判決公允被稱為天下清官第一，適逢奢安之亂牽連獄事，他請求平反而遭彈劾，辭官歸鄉。他個性廉靜寡欲，居家甘於貧窮，只留下玉帶一條多次用來借糧，有古廉吏風範。

## 引用
1. ↑  《万历三十二年甲辰科进士履历便览》：萧象烈，无競，丙戌二月十七日生，庚子科，通政司政，乙巳授六合知县，丁未改教授，戊申補杭州府教授，庚戌升南國子監博士，壬子升南刑部主事，甲寅丁憂，己未除北刑部主事，本年升员外，庚申升郎中，辛酉升永州知府，甲子升廣西副使，乙丑升贵州参政，戊辰升按察使，辛未降。
2. 1 2  同治《廬陵縣志·卷二十九·人物志四》：蕭象烈，字無競，城西人，萬厯甲辰進士，授六合知縣，潔己愛民、詰盜䘏獄；改杭州教授，校貴州鄉闈，陞南國子監博士，轉南刑部主事。出知永州府，理訟平恕，不取贖鍰，歲行揜骼，月清囹圄。永故銀錫鑛地，鄰獠鍬钁每年嘯聚突至，前守俱以威挾獠悍不顧，象烈單騎溫諭，遂帖服；郡監不戒於火，諸囚皆避，素感德教，無一人逸去者。未幾備兵蒼梧，道過永州，士民迎之，至填溢街巷，新守感之，亦砥廉隅為循吏；尋督餉黔中，改辰沅兵備，補參議。厯貴州按察使，讞決平允，時稱天下清官第一；會黔人憤擊水西目把，事連起大獄，象烈力為平反，忤直指意被劾落職歸。生平廉靜寡欲，居家甘貧，所存僅一帶屢以質米，有古廉吏風。
3. ↑  同治《廬陵縣志》·卷二十二·選舉志：（萬曆）二十八年庚子……蕭象烈 甘泉門人，見進士
4. ↑  史語所藏鈔本《崇禎長編》·卷七：（崇禎元年三月）乙酉考選新授……□□□參政蕭象烈為貴州按察使……